# El Masroig
El Masroig ist eine katalanische Gemeinde in der Provinz Tarragona im Nordosten Spaniens. Sie liegt in der Comarca Priorat.

## Lage und Klima
El Masroig liegt auf einem Hügelkamm an einem Zufluss des Riu de Siurana, eines Nebenflusses des Ebro. Nachbarorte sind im Norden El Molar, im Osten Marçà, im Süden Els Guiamets und im Westen Móra la Nova und Garcia.

## Kultur und Sehenswürdigkeiten

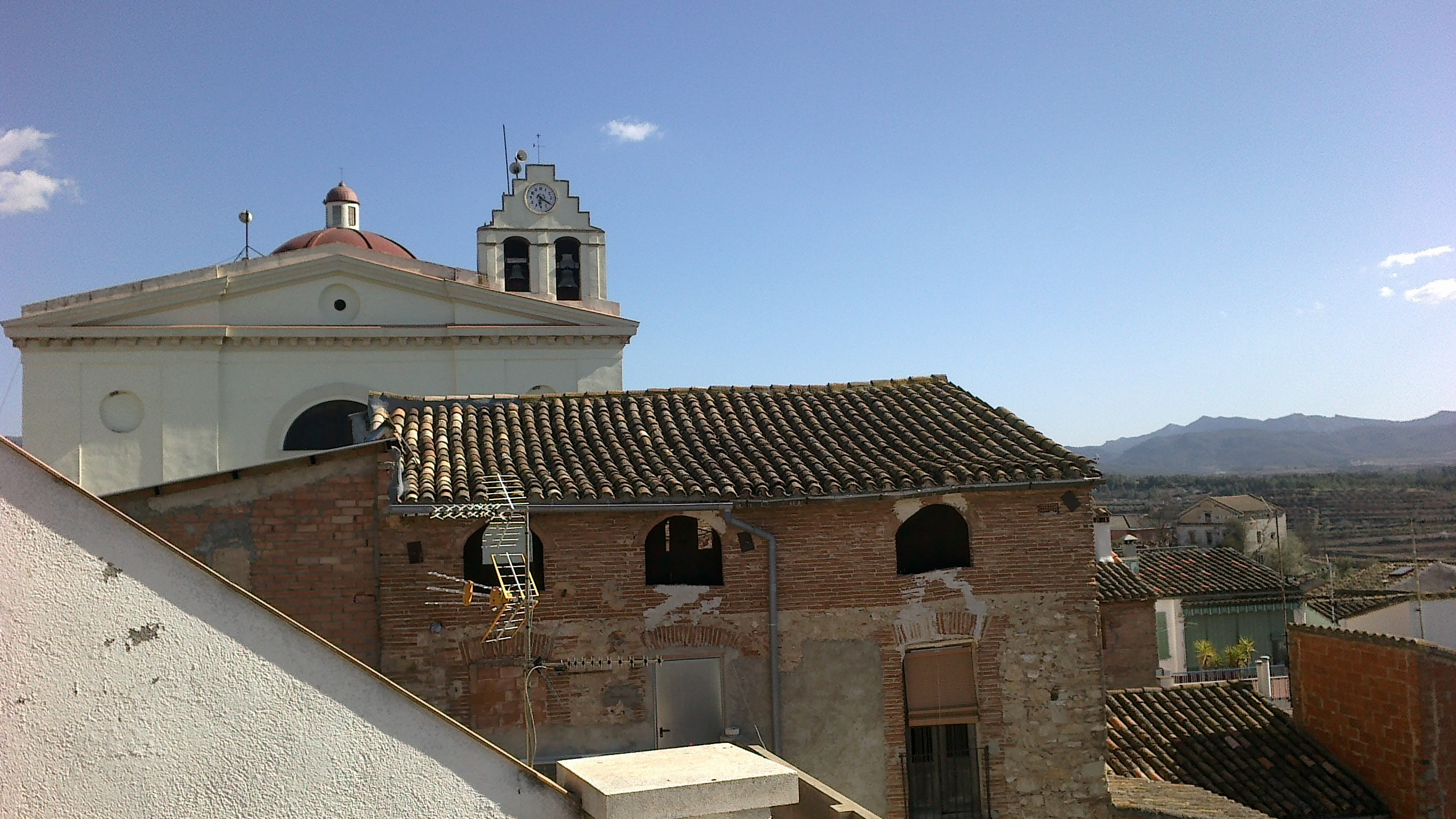
Pfarrkirche Sant Bartomeu in El Masroig

Dominiert wird der Ort von der Kuppel der Pfarrkirche Sant Bartomeu aus dem 19. Jahrhundert. Eine der Attraktionen des Ortes ist der nördlich des Orts an der Straße nach El Molar gelegene Siedlungshügel auf dem Roig del Roget aus der späten Bronze- und frühen Eisenzeit mit einer Fläche von ca. 1.200 m².

## Wirtschaft und Verkehr

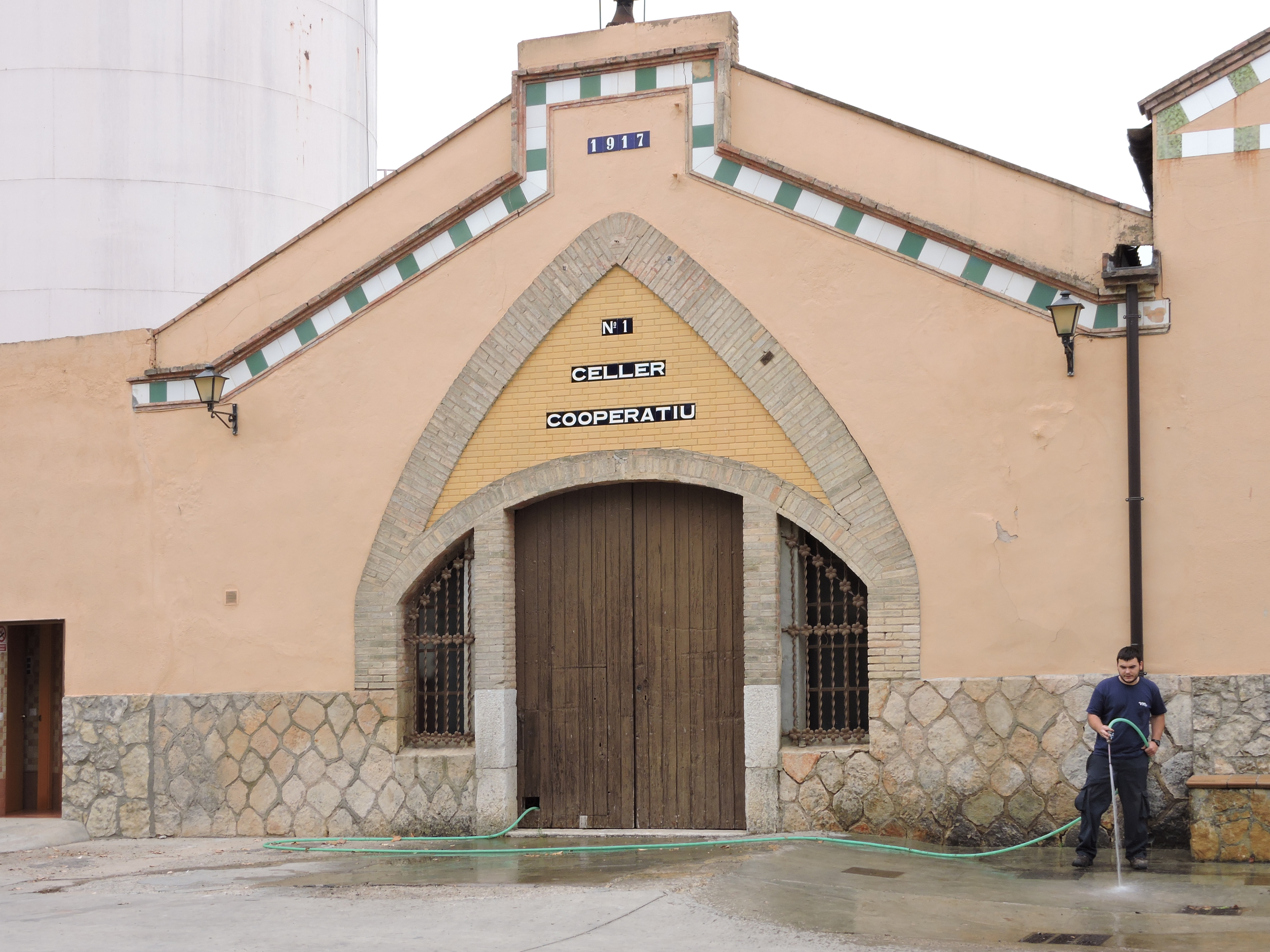
Keller der Produktionsgemeinschaft Masroig

El Masroig liegt ca. 40 km westlich von Tarragona an der Carretera Nacional N-420 zwischen Falset, dem Hauptort des Priorat (Kreisstadt), und Móra d’Ebre.
Haupteinnahmequelle der Gemeinde ist der Weinbau, daneben auch der Anbau von Oliven-, Mandel- und Obstbäumen sowie Haselnüssen. Das Weingut Masroig – das größte im Anbaugebiet Montsant und eines der ältesten im Priorat – vermarktet den Großteil der Wein- und Ölproduktion. Darüber hinaus existieren noch mehrere Privatkellereien.

## Gemeindepartnerschaft
El Masroig unterhält seit dem 31. Juli 1994 eine Partnerschaft mit der französischen Gemeinde La Romieu.